# あじかん
株式会社あじかんは、卵焼き、干瓢・椎茸、かまぼこ、冷凍食品、焙煎ごぼう茶などの製造販売を行う会社。

## 概要
業務用の鶏卵加工品で、日本トップクラスのメーカーである。また、巻寿司に使う「味付かんぴょう」などの製造も創業当初より行っており、巻寿司に関しても中食業界では有名だ。その他、すしネタや揚げ物、サラダなど、弁当・総菜用の加工食品なども製造販売している。
2010年には、一般消費者向けの製品としては、「焙煎ごぼう茶」を発売し、2024年3月期には、約33億円の売上規模に成長。2023年にはごぼうからできたチョコレート風の新食品素材「MelBurd」を開発し、それを使用した菓子「GOVOCE」を販売している。
広島を中心に西日本地域に基盤をもつが、東日本地域のシェア拡大も図っていることに加え、海外事業やごぼう茶を販売するヘルスフード事業が成長事業に確立されつつあり、2024年3月期は売上高502億円、親会社株主に帰属する当期純利益15億円となっている。

### 社名の由来
社名の「あじかん」には、仏教の修行法「阿字観」、味覚の追求を意味する「味観」、ひらがなの「あ」から始まり「ん」で終わる無限の可能性や創造性、という意味が込められているという。

## 沿革
- 1962年（昭和37年）10月 - 創業者足利政春の個人事業として卵焼き製造の「三栄製玉」を創業。
- 1965年（昭和40年）3月 - 株式会社三栄製玉を設立。
- 1970年（昭和45年）1月 - 武田製玉を合併し、株式会社広島製玉に改称。
- 1978年（昭和53年）
  - 2月 - 福山三栄製玉を合併。
  - 3月 - 株式会社あじかんに改称。本社広島工場を現在地に新築移転。
  - 7月 - 株式会社あじかん（愛媛県松山市の別法人）、株式会社三栄食品販売、株式会社サンエー食品を合併。
- 1982年（昭和57年）- 鳥栖工場を開設し、九州地区に進出。
- 1990年（平成2年）12月 - 広島証券取引所に上場。
- 1991年（平成3年）- 守谷工場を開設し、東日本地域へ進出。
- 1992年（平成4年）4月 - 株式会社東京あじかんを合併。
- 1996年（平成8年）12月 - 大阪証券取引所第2部に上場。
- 1998年（平成10年）- 静岡工場を開設。
- 2000年（平成12年）3月 - 広島証券取引所の廃止に伴い、東京証券取引所第2部に上場。
- 2010年（平成22年）- 焙煎ごぼう茶通信販売開始。
- 2012年（平成24年）- 焙煎ごぼう茶市販品の販売開始。創業50周年。
- 2017年（平成29年）- つくば工場を開設。

## 工場等
- 広島工場（広島市西区）
- 鳥栖工場（佐賀県鳥栖市）
- 守谷工場（茨城県守谷市）
- 静岡工場（静岡県島田市）
- つくば工場（茨城県牛久市）
- 開発本部（広島市西区）

## 関係会社

### 連結子会社
- 山東安吉丸食品有限公司（中華人民共和国山東省青州市）（干瓢の加工）
- 株式会社井口産交（広島市佐伯区）（フローズン（冷凍）チルド（冷蔵）食品の幹線輸送便、チャーター便、スポット便の輸送業務、倉庫内作業業務受託）
- 株式会社あじかんアグリファーム（広島市西区）（農産物の生産・販売および加工業務等）
- 味堪（広州）餐飲管理有限公司（中華人民共和国広東省広州市）（酒類、食品の輸出入および卸売）

### 関連会社
- 愛康食品青島有限公司（中華人民共和国山東省萊西市）（寿司用食材・惣菜類等の製造販売）